# Poiana (Flămânzi), Botoșani
Poiana este o localitate componentă a orașului Flămânzi din județul Botoșani, Moldova, România.

## Obiective notabile
- Biserica Pogorârea Sf. Duh, biserică din lemn, construită între 1807-1813

## Transport
- DC48

 Acest articol despre o localitate din județul Botoșani este deocamdată un ciot. Puteți ajuta Wikipedia prin completarea lui.